# Барда (приток на Силва)
Барда (на руски: Барда) е река в югоизточната част на Пермски край в Русия, десен приток на Силва (от басейна на Кама). Дължина 209 km. Площ на водосборния басейн 1970 km².
Река Барда води началото си от западните склонове на Среден Урал, на 412 m н.в., на 9 km село Кин, в югоизточната част на Пермски край. Тече през хълмисти, силно окарстени райони по западните предпланински части на Урал, като няколко пъти сменя посоката на течението си, но като генерално ѝ направление е от североизток на югозапад. В средното и долното си течение силно меандрира. Влива се отдясно в река Силва (от басейна на Кама), при нейния 83 km, на 123 m н.в. на 23 km източно от град Кунгур в южната част на Пермски край. Основен приток Асовка (43 km, ляв). По течението ѝ са разположени няколко малки населени места – селата Воскресенци, Кордон-Терси, Сергино, Матвеево, Сая, Зернино, Брод и др.